# Kachugsky (huyện)
Huyện Kachugsky (tiếng Nga: Ка́чугский райо́н) là một huyện hành chính tự quản (raion), của Tỉnh Irkutsk, Nga. Huyện có diện tích 31977 kilômét vuông, dân số thời điểm ngày 1 tháng 1 năm 2000 là 23200 người. Trung tâm của huyện đóng ở Kachug.